# Wojciech Duda-Dudkiewicz
Wojciech Duda-Dudkiewicz, właśc. Wojciech Duda (ur. 15 czerwca 1963 w Łodzi) – polski dziennikarz.

## Życiorys
Podczas stanu wojennego uczestniczył (wraz z Romualdem Śpiewakiem) w akcji pomocy dla rodzin osób internowanych. W latach 80. publikował w tzw. drugim obiegu. Współpracownik pism podziemnych: „Prząśniczka”, „Gotowość «S»”, „Biuletyn Łódzki”, redaktor pism związanych z NZS: „Głos Studenta”, „Fuzja”, „Zarys”, „Strajk. Jednodniówka” i w 1988 „WUŁ. Wiadomości Uniwersytetu Łódzkiego”. W latach 1986–1987 (wraz z Jakubem Dąbrowskim) wydał 4 numery pisma satyrycznego „Agentura”. W latach 90. dziennikarz „Dziennika Łódzkiego” i „Życia”, pisał też m.in. w „Czasie Krakowskim”, „Tygodniku Solidarność” i „Prawie i Życiu”, był członkiem zespołu „Pulsu Dnia” w TVP.
W 1999 roku został redaktorem naczelnym dziennika „Nowiny” (w Rzeszowie). Ponownie w „Życiu”, gdzie kierował dodatkiem Ludzie. Był też redaktorem naczelnym „Głosu Szczecińskiego” i sekretarzem redakcji tygodnika „Kulisy”, pracował jako redaktor i dziennikarz m.in. w miesięczniku „Nowe Państwo”, dzienniku „Fakt”, ponownie w Życiu i tygodniku „Ozon”. Pisał i czasem pisze pod pseudonimami: Wojciech Dudkiewicz, Witold Dudziński, Konstanty Juliański i Julian Kostrzewa.
Jest autorem kilku książek reporterskich, m.in. zbioru reportaży Kultowy Peerel (2004–2005) i (jako Wojciech Dudkiewicz) biografii Jolanta Kwaśniewska – Polka idolka (2004).